# Pengabergets vattenreservoar

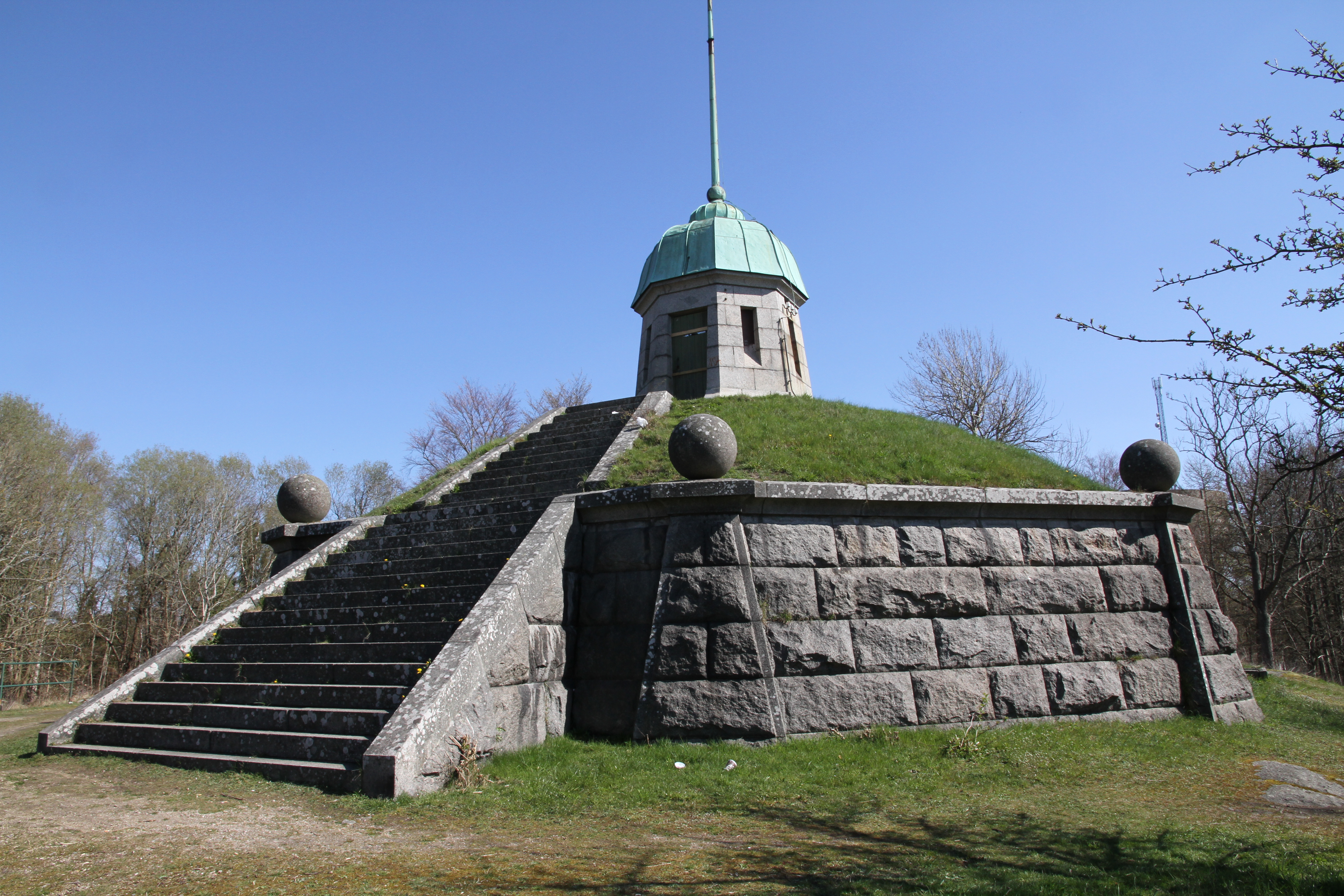
Pengabergets vattenreservoar

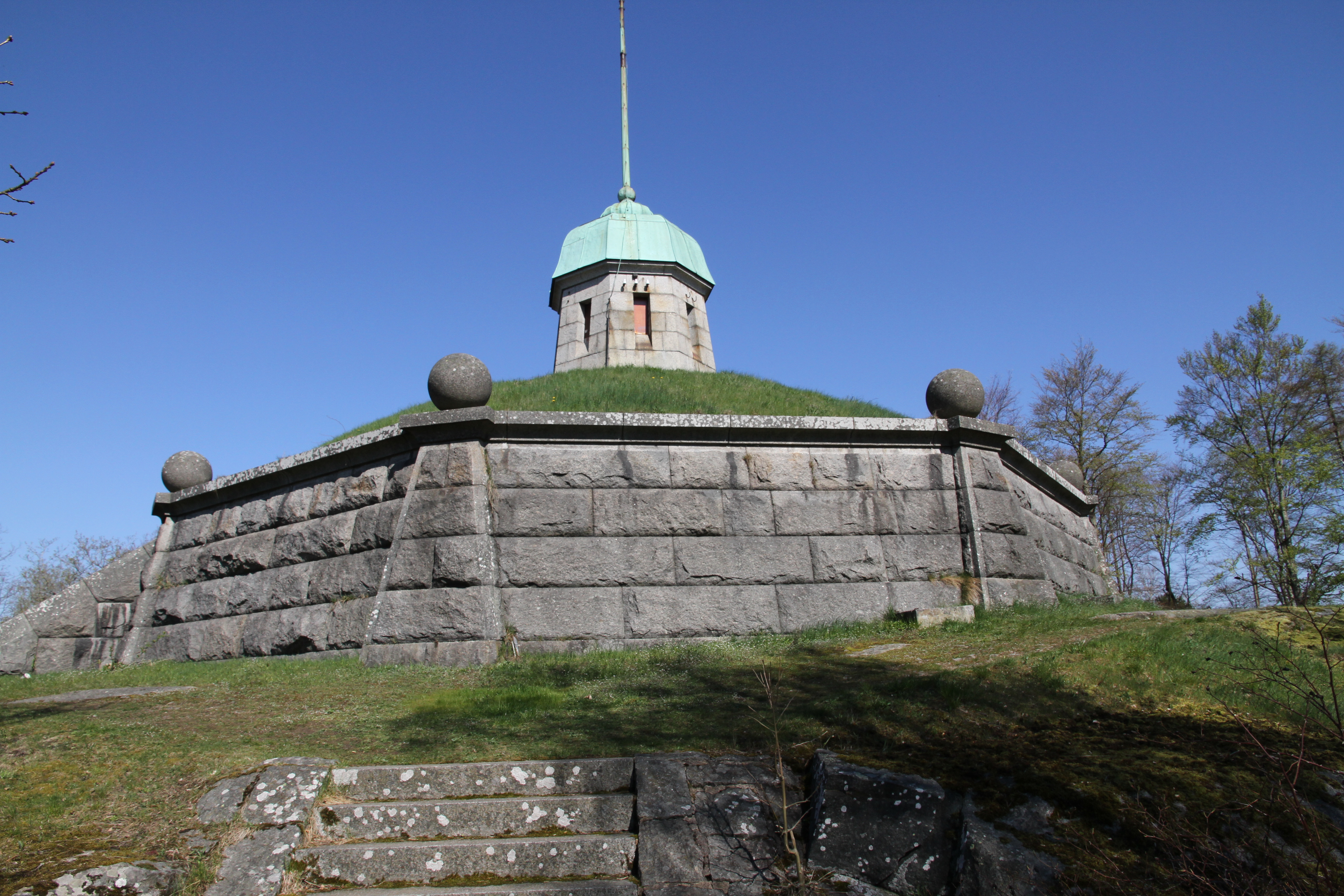
Pengabergets vattenreservoar

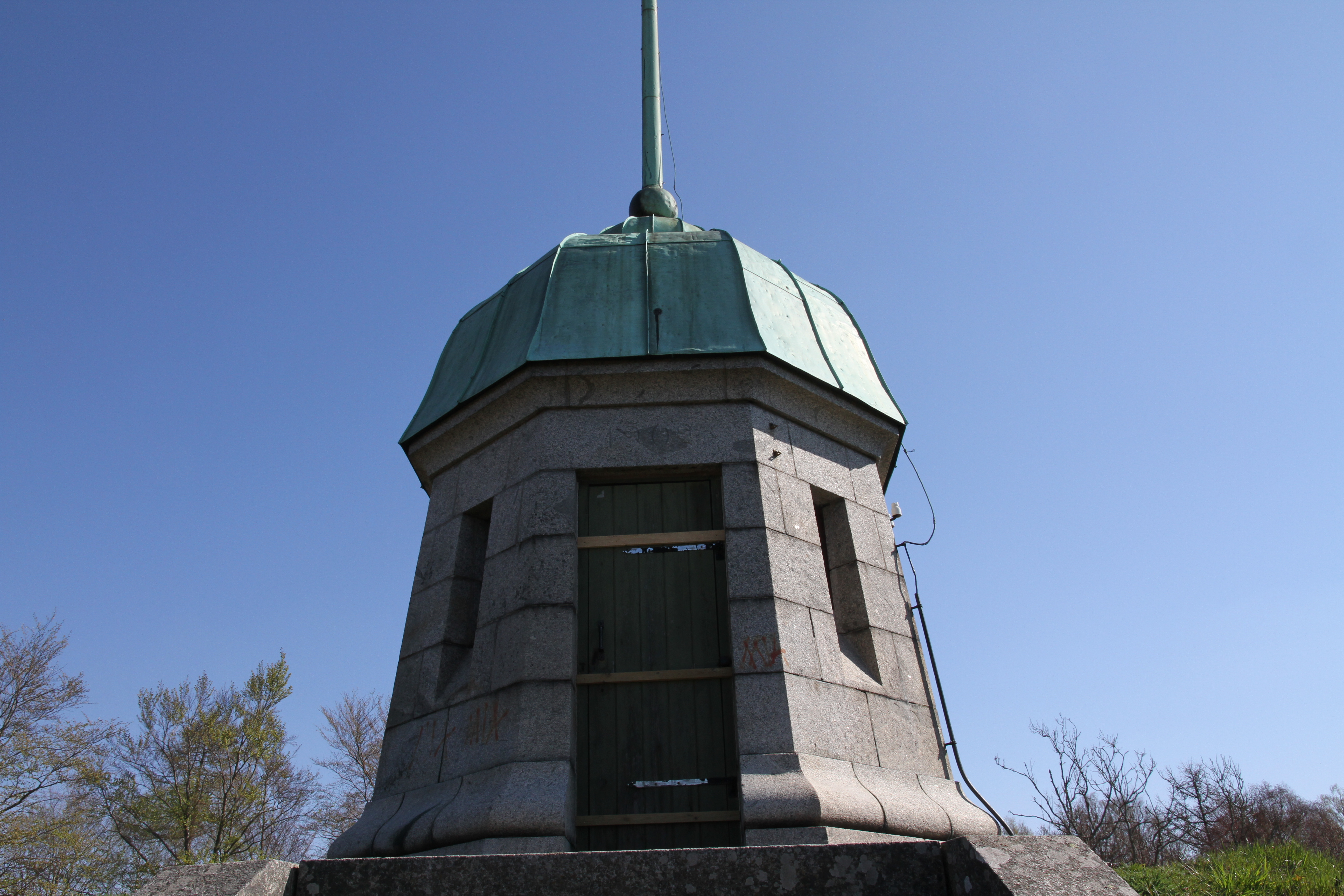
Pengabergets vattenreservoar

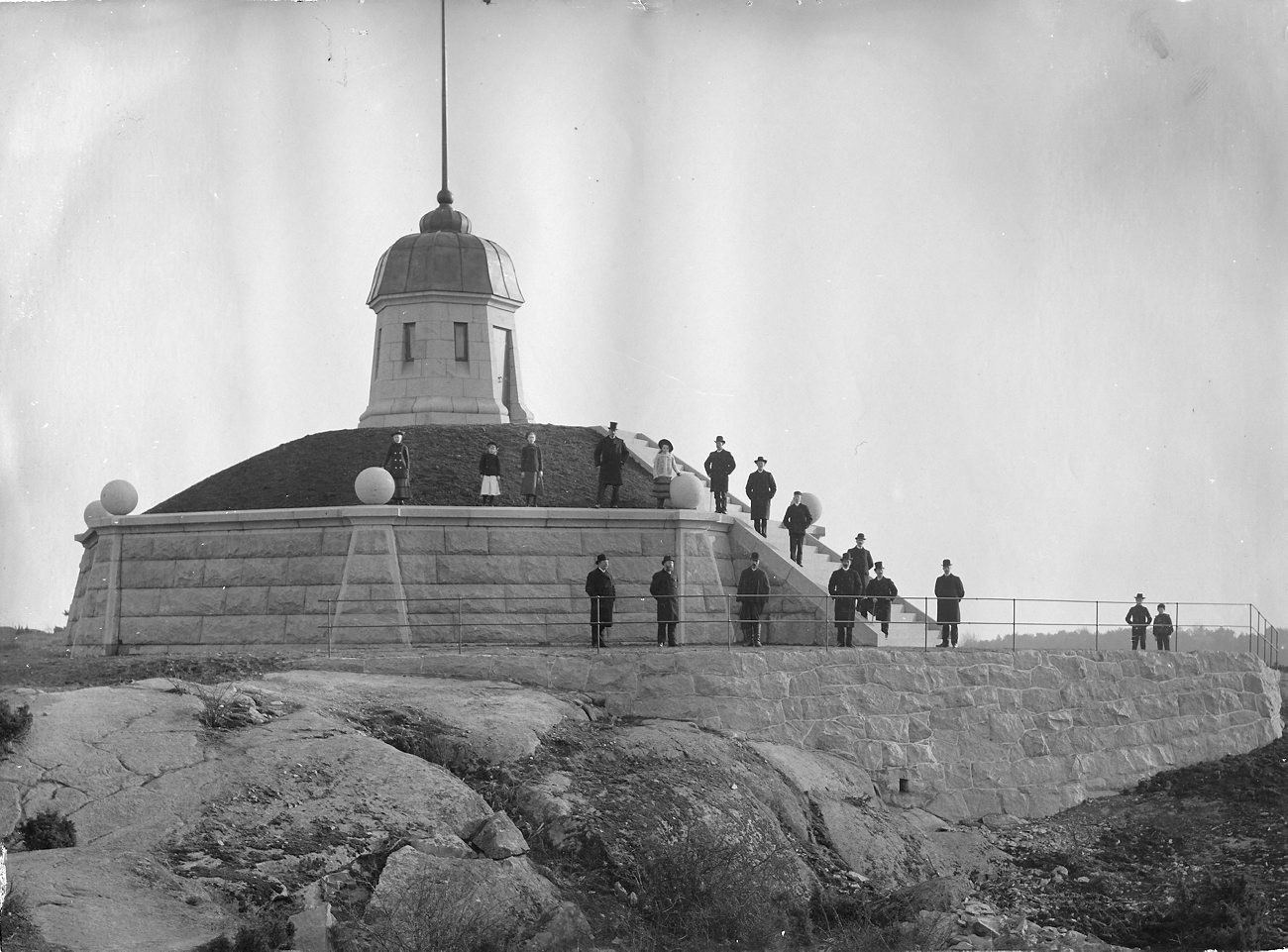
Vattentornet i Karlshamn. Foto från Tekniska museet. Foto: Okänd.

Pengabergets vattenreservoar byggdes 1903 i samband med att Karlshamn fick sin färskvattenförsörjning. Innan dess hämtades dricksvatten och vatten till matlagning i ett fåtal brunnar inne i centrum eller i källor utanför staden.
1887 gjordes en utredning om att anlägga vatten- och kloakledningar och 1895 tog Stadsfullmäktige beslutet att genomföra bygget.  1901-1903 byggdes ett vattenverk i Froarp vid Långasjön fem kilometer norr om Karlshamn och ledningar drogs till staden. Huvudledningen gick till Pengabergets vattenreservoar som byggdes under samma tid.
Vattenreservoaren består av tornbyggnad byggd ovanpå själva reservoaren. Tornet är byggt av huggna granitblock och taket är täckt med kopparplåt och längst upp en hög spira. Trappor av granit leder upp till tornbyggnaden.
Reservoaren togs ur bruk 1967 och den 24 januari 1995 förklarades byggnaden som byggnadsminne av Länsstyrelsen i Blekinge län.